# Atlantic Empress
L’Atlantic Empress était un pétrolier impliqué dans deux marées noires. Il est référencé comme étant la cause de la quatrième plus importante marée noire au monde. Il est aussi noté comme la plus importante marée noire causée par un navire, les trois autres provenant de terminaux pétroliers ou de plates-formes pétrolières. 26 marins sont morts à la suite de l'incendie.
Il s'agit également du plus gros navire à avoir coulé.

## Collision et marée noire
Le navire entra en collision avec l’Aegan Captain au large de Trinité-et-Tobago le 19 juillet 1979. L’Atlantic Empress contenait 276 000 tonnes de brut, et le Aegan Captain 200 000 tonnes ; ce dernier ne subit que peu de dommages et perdra moins de pétrole. L’Atlantic Empress en feu fut remorqué à 300 milles au large des côtes, tandis que des navires de sauvetage tentaient d'éteindre l'incendie et arrosaient les nappes de pétrole de dispersant ; mais des explosions survinrent les 23 et 24 juillet, puis le 29 juillet, ce qui gêna le sauvetage.
Le 2 août, la remorque dut être larguée alors que le navire prenait de la gîte et que le reste du pétrole s'échappait ; il coula la nuit même. Au cours de cet accident les deux navires perdirent 287 000 tonnes de pétrole brut, et encore 26 700 tonnes pendant le remorquage au large de la Barbade. La nappe finit par disparaître le 9 août sans avoir atteint les terres ; pour comparer, la marée noire de l’Exxon Valdez dix ans plus tard répandit 37 000 tonnes de pétrole, mais fut beaucoup plus médiatisée car elle survint près des côtes.
L’Aegan Captain fut quant à lui remorqué vers Curaçao où sa cargaison fut transférée dans d'autres navires. Il fut ensuite déclaré « perte totale » et démoli.

## Source

### Référence générale
- (en) Cet article est partiellement ou en totalité issu de l’article de Wikipédia en anglais intitulé « SS Atlantic Empress » (voir la liste des auteurs).
- Modern Marvels, 2004, « Engineering Disasters ».